# Champoulet
Champoulet is een gemeente in het Franse departement Loiret (regio Centre-Val de Loire) en telt 48 inwoners (2009). De plaats maakt deel uit van het arrondissement Montargis.

## Geografie
De oppervlakte van Champoulet bedraagt 9,0 km², de bevolkingsdichtheid is dus 5,3 inwoners per km².
De onderstaande kaart toont de ligging van Champoulet met de belangrijkste infrastructuur en aangrenzende gemeenten.

## Demografie
Onderstaande figuur toont het verloop van het inwonertal (bron: INSEE-tellingen).